# Голям шлем (тенис)
Вижте пояснителната страница за други значения на Голям шлем.
Голям шлем (на английски: Grand Slam) в тениса се смята за постигнат тогава, когато даден състезател в рамките на една календарна година спечели четирите най-големи турнири – Открито първенство на Австралия, Открито първенство на Франция, Уимбълдън и Открито първенство на САЩ. Те са известни като турнири от Големия шлем и са най-значимите състезания в този спорт, тъй като носят най-много точки за Световната ранглиста, както и най-големи парични възнаграждения за победителите.
Тенисист, спечелил последователно четирите турнира от Големия шлем в две поредни години, е постигнал Голям шлем в некалендарна година.
Тенисисти, които са завоювали титли от всички тези турнири в различни години, са постигнали Кариерен Голям шлем.
| Турнир                          | Град    | Създаден | Провежда се      | Настилка     |
| ------------------------------- | ------- | -------- | ---------------- | ------------ |
| Открито първенство на Австралия | Мелбърн | 1905     | януари           | твърда       |
| Открито първенство на Франция   | Париж   | 1891     | май/юни          | червена/клей |
| Уимбълдън                       | Лондон  | 1877     | юни/юли          | трева        |
| Открито първенство на САЩ       | Ню Йорк | 1881     | август/септември | твърда       |

## История
Според тенис енциклопедията на Бъд Колинс, терминът Голям шлем за първи път е използван от Джон Киърън в негова публикация във вестник Ню Йорк Таймс. След като през 1933 година австралийският тенисист Джак Крофърд е спечелил вече турнирите в Австралия, Франция и Великобритания, започват спекулации за шансовете му да спечели и предстоящото Открито първенство на САЩ. Киърън, който е и играч по бридж, коментира: „Ако Кроуфорд спечели, това ще бъде все едно да реализираш голям шлем на тенис корта“. Джак Крофърд не успява, губейки на финала от Фред Пери.

## Печелили четирите турнира в една година – Голям шлем

### Единично
- Доналд Бъдж (1938) (мъже)
- Морийн Конъли (1953) (жени)
- Род Лейвър (1962 ; 1969) (мъже)
- Маргарет Смит Корт (1970) (жени)
- Щефи Граф (1988) (жени) – печели и златен олимпийски медал, като по този начин постига т. нар. Златен шлем.

### На двойки
- Франк Седжман и  Кен Макгрегър (1951)
- Мария Буено (1960), с Кристин Труман в Австралия и с Дарлийн Хард във Франция, Великобритания и САЩ.
- Мартина Навратилова и  Пам Шрайвър (1984)
- Мартина Хингис (1998), с Миряна Лучич в Австралия и Яна Новотна във Франция, Великобритания и САЩ

### На смесени двойки
- Маргарет Смит Корт с  Кен Флетчър (1963)
- Маргарет Смит Корт (1965) с: Джон Нюкъмб в Австралия; Кен Флетчър във Франция и Великобритания и Фред Стол в САЩ.
- Оуен Дейвидсън (1967) с: Лесли Търнър Боури в Австралия и Били Джийн Кинг във Франция, Великобритания и САЩ.

### На сингъл (младежи)
- Стефан Едберг (1983)

## Печелили четирите турнира в различни години – Кариерен Голям шлем
- Крис Евърт
- Мартина Навратилова
- Андре Агаси
- Серина Уилямс
- Роджър Федерер
- Рафаел Надал
- Мария Шарапова
- Новак Джокович

## Шампиони след 2000 г.
Новак Джокович печели последователно четирите турнира и реализира Голям шлем в некалендарна година(започнат 2015 год. и завършен 2016 год.)

### Мъже
Трима тенисисти се доближават до Големия шлем общо 8 пъти, като печелят 3 от четирите турнира: Новак Джокович – 4 години (2011, 2015, 2021, 2023), Роджър Федерер – 3 години (2004, 2006, 2007) и Рафаел Надал – 1 година (2010).
| Година | ОП Австралия | Ролан Гарос | Уимбълдън      | ОП САЩ    |
| ------ | ------------ | ----------- | -------------- | --------- |
| 2000   | Агаси        | Куертен     | Сампрас        | Сафин     |
| 2001   | Агаси        | Куертен     | Иванишевич     | Хюит      |
| 2002   | Йохансон     | Коста       | Хюит           | Сампрас   |
| 2003   | Агаси        | Фереро      | Федерер        | Родик     |
| 2004   | Федерер      | Гаудио      | Федерер        | Федерер   |
| 2005   | Сафин        | Надал       | Федерер        | Федерер   |
| 2006   | Федерер      | Надал       | Федерер        | Федерер   |
| 2007   | Федерер      | Надал       | Федерер        | Федерер   |
| 2008   | Джокович     | Надал       | Надал          | Федерер   |
| 2009   | Надал        | Федерер     | Федерер        | Дел Потро |
| 2010   | Федерер      | Надал       | Надал          | Надал     |
| 2011   | Джокович     | Надал       | Джокович       | Джокович  |
| 2012   | Джокович     | Надал       | Федерер        | Мъри      |
| 2013   | Джокович     | Надал       | Мъри           | Надал     |
| 2014   | Вавринка     | Надал       | Джокович       | Чилич     |
| 2015   | Джокович     | Вавринка    | Джокович       | Джокович  |
| 2016   | Джокович     | Джокович    | Мъри           | Вавринка  |
| 2017   | Федерер      | Надал       | Федерер        | Надал     |
| 2018   | Федерер      | Надал       | Джокович       | Джокович  |
| 2019   | Джокович     | Надал       | Джокович       | Надал     |
| 2020   | Джокович     | Надал       | не се провежда | Тийм      |
| 2021   | Джокович     | Джокович    | Джокович       | Медведев  |
| 2022   | Надал        | Надал       | Джокович       | Алкарас   |
| 2023   | Джокович     | Джокович    | Алкарас        | Джокович  |
| 2024   | Яник Синер   | Алкарас     | Алкарас        | Синер     |

### Жени
Една тенисистка се е доближавала до Големия шлем веднъж, като спечелва 3 от четирите турнира:
 Серина Уилямс – 2015 година.
| Година | ОП Австралия    | Ролан Гарос   | Уимбълдън           | ОП САЩ          |
| ------ | --------------- | ------------- | ------------------- | --------------- |
| 2000   | Дейвънпорт      | Пиърс         | В. Уилямс           | В. Уилямс       |
| 2001   | Каприати        | Каприати      | В. Уилямс           | В. Уилямс       |
| 2002   | Каприати        | С. Уилямс     | С. Уилямс           | С. Уилямс       |
| 2003   | С. Уилямс       | Енен          | С. Уилямс           | Енен            |
| 2004   | Енен            | Мискина       | Шарапова            | Кузнецова       |
| 2005   | С. Уилямс       | Енен          | В. Уилямс           | Клайстерс       |
| 2006   | Моресмо         | Енен          | Моресмо             | Шарапова        |
| 2007   | С. Уилямс       | Енен          | В. Уилямс           | Енен            |
| 2008   | Шарапова        | Иванович      | В. Уилямс           | С. Уилямс       |
| 2009   | С. Уилямс       | Кузнецова     | С. Уилямс           | Клайстерс       |
| 2010   | С. Уилямс       | Скиавоне      | С. Уилямс           | Клайстерс       |
| 2011   | Клайстерс       | Ли            | Квитова             | Стоусър         |
| 2012   | Азаренка        | Шарапова      | С. Уилямс           | С. Уилямс       |
| 2013   | Азаренка        | С. Уилямс     | Бартоли             | С. Уилямс       |
| 2014   | Ли              | Шарапова      | Квитова             | С. Уилямс       |
| 2015   | С. Уилямс       | С. Уилямс     | С. Уилямс           | Ф. Пенета       |
| 2016   | А. Кербер       | Г. Мугуруса   | С. Уилямс           | А. Кербер       |
| 2017   | С. Уилямс       | Е. Остапенко  | Г. Мугуруса         | С. Стивънс      |
| 2018   | К. Возняцки     | С. Халеп      | А. Кербер           | Н. Осака        |
| 2019   | Н. Осака        | А. Барти      | С. Халеп            | Б. Андрееску    |
| 2020   | С. Кенин        | Ига Швьонтек  | не се провежда      | Н. Осака        |
| 2021   | Н. Осака        | Б. Крейчикова | Ашли Барти          | Ема Радукану    |
| 2022   | Ашли Барти      | Ига Швьонтек  | Елена Рибакина      | Ига Швьонтек    |
| 2023   | Арина Сабаленка | Ига Швьонтек  | Маркета Вондроушова | Коко Гоф        |
| 2024   | Арина Сабаленка | Ига Швьонтек  | Барбора Крейчикова  | Арина Сабаленка |

## Рекорди
- Най-много титли от всички състезания (единично и двойки) на всички турнири (мъже) – 28:  Рой Емерсън – сингъл – 12, двойки – 16, смесени двойки – 0
- Най-много титли от всички състезания (единично и двойки) на всички турнири (жени) – 64:  Маргарет Смит Корт – единично – 24, двойки -19, смесени двойки – 21
- Най-много титли единично от всички турнири (мъже) – 24:  Новак Джокович (ОП Австралия – 10, Ролан Гарос – 3, Уимбълдън – 7, ОП САЩ – 4)
- Най-много титли единично от всички турнири (жени) – 24:  Маргарет Смит Корт – ОП Австралия – 11, Ролан Гарос – 5, Уимбълдън – 3, ОП САЩ – 5
- Най-много титли от всички състезания (единично и двойки) на един турнир (мъже) – 14:  Уилям Реншоу – Уимбълдън
- Най-много титли от всички състезания (единично и двойки) на един турнир (жени) – 23:  Маргарет Смит Корт – Открито първенство на Австралия
- Най-много титли единично от един турнир (мъже) – 14:  Рафаел Надал – Ролан Гарос;
- Най-много титли единично от един турнир (жени) – 11:  Маргарет Смит Корт – Открито първенство на Австралия
- Най-много последователни титли единично от един турнир (мъже) – 6:  Уилям Реншоу – Уимбълдън
- Най-много последователни титли единично от един турнир (жени) – 7:  Маргарет Смит Корт – Открито първенство на Австралия
- Най-много финали (мъже) – 30:  Роджър Федерер (спечелил 20, загубил 10)
- Най-много финали (жени) – 34:  Крис Евърт (спечелила 18, загубила 16)
- Най-много последователни финали (мъже) – 10:  Роджър Федерер – от Уимбълдън 2005 г. до Открито първенство на САЩ 2007 г.
- Най-много последователни финали (жени) – 13:  Щефи Граф – от Ролан Гарос 1987 г. до Ролан Гарос 1990 г.